# العلاقات السويسرية الليختنشتانية
العلاقات السويسرية الليختنشتانية هي العلاقات الثنائية التي تجمع بين سويسرا وليختنشتاين.

## مقارنة بين البلدين
هذه مقارنة عامة ومرجعية للدولتين:
| وجه المقارنة                                              | سويسرا                                                                                      | ليختنشتاين                                 |
| --------------------------------------------------------- | ------------------------------------------------------------------------------------------- | ------------------------------------------ |
| المساحة (كم2)                                             | 41.28 ألف                                                                                   | 16                                         |
| عدد السكان (نسمة)                                         | 8.21 مليون                                                                                  | 37.47 ألف                                  |
| الكثافة السكانية (ن./كم²)                                 | 198.89                                                                                      | 234.19 ألف                                 |
| العاصمة                                                   | برن                                                                                         | فادوتس                                     |
| اللغة الرسمية                                             | اللغة الألمانية، اللغة الإيطالية، لغة فرنسية، اللغة الرومانشية، الألمانية السويسرية الموحدة | اللغة الألمانية                            |
| العملة                                                    | فرنك سويسري                                                                                 | فرنك سويسري                                |
| الناتج المحلي الإجمالي (بليون دولار)                      | 678.89 مليار                                                                                | 6.29 مليار                                 |
| الناتج المحلي الإجمالي (تعادل القوة الشرائية) بليون دولار | 518.07 مليار                                                                                |                                            |
| الناتج المحلي الإجمالي الاسمي للفرد دولار أمريكي          | 80.94 ألف                                                                                   |                                            |
| الناتج المحلي الإجمالي للفرد دولار أمريكي                 | 59.54 ألف                                                                                   |                                            |
| مؤشر التنمية البشرية                                      | 0.930                                                                                       | 0.908                                      |
| رمز المكالمات الدولي                                      | +41                                                                                         | +423                                       |
| رمز الإنترنت                                              | .ch، .swiss ‏                                                                                | .li                                        |
| المنطقة الزمنية                                           | توقيت وسط أوروبا، ت ع م+01:00، ت ع م+02:00، أوروبا/زيورخ ‏                                   | توقيت وسط أوروبا، ت ع م+01:00، ت ع م+02:00 |

## مدن متوأمة
في ما يلي قائمة باتفاقيات التوأمة بين مدن سويسرية وليختنشتانية:
- ترتبط برن مع فادوتس باتفاقية توأمة منذ 2007.[16]

## منظمات دولية مشتركة
يشترك البلدان في عضوية مجموعة من المنظمات الدولية، منها:
| علم المنظمة | اسم المنظمة                    | تاريخ انضمام سويسرا | تاريخ انضمام ليختنشتاين |
| ----------- | ------------------------------ | ------------------- | ----------------------- |
|             | منظمة حظر الأسلحة الكيميائية   | ?                   | ?                       |
|             | الاتحاد الدولي للاتصالات       | 1866                | 25 يوليو 1963           |
|             | الأمم المتحدة                  | 10 سبتمبر 2002      | 18 سبتمبر 1990          |
|             | منظمة الشرطة الجنائية الدولية  | ?                   | ?                       |
|             | منظمة الأمن والتعاون في أوروبا | 25 يونيو 1973       | 25 يونيو 1973           |
|             | الاتحاد البريدي العالمي        | ?                   | ?                       |
|             | منظمة التجارة العالمية         | ?                   | ?                       |
|             | رابطة التجارة الحرة الأوروبية  | ?                   | ?                       |
|             | مجلس أوروبا                    | ?                   | ?                       |

## وصلات خارجية
- موقع وزارة الخارجية السويسرية